# Annabelle (film)
Annabelle è un film del 2014 diretto da John R. Leonetti, derivato del film horror The Conjuring - L'evocazione, e il secondo capitolo cinematografico dell'universo immaginario di The Conjuring.
Il film, avente un budget di soli 6,5 milioni di dollari, ne ha incassati in tutto il mondo 257 milioni, ma è stato accolto negativamente dalla critica.
La pellicola è basata sui racconti della coppia di demonologi Ed e Lorraine Warren.

## Trama
1968. I demonologi Ed e Lorraine Warren stanno interrogando Debbie e Camilla, una coppia di ragazze infermiere, reduci da strani fenomeni paranormali che hanno sconvolto la loro vita. Le giovani donne iniziano a raccontare di come tutto sia iniziato con una bambola, che la madre di una delle due aveva regalato alla figlia in occasione del suo compleanno.
La scena si sposta a un anno prima, a Santa Monica, dove vivono John e Mia Form, una giovane coppia di sposi, rispettivamente laureato in medicina e casalinga con l'hobby del cucito, in attesa della loro primogenita. Mia colleziona anche bambole con le quali arreda la cameretta della nascitura, motivo per il quale John gliene regala una molto rara e costosa: Annabelle. Una notte Mia e John si accorgono che i loro vicini, i coniugi Higgins, sono stati assassinati da una coppia di psicopatici: così, mentre John rimane dai vicini, Mia torna a casa sua per chiamare il 911, ma viene aggredita e accoltellata da uno dei due assassini. Il tempestivo intervento di John e della polizia pone fine alla vita di uno dei due aggressori. L'altra, che altri non è che la figlia delle vittime, Annabelle Higgins, si suicida nella cameretta del nascituro dei Form stringendo a sé la nuova bambola di Mia, sulla quale il sangue della donna cola. Sul muro della cameretta si nota inoltre che qualcuno ha scritto la lettera "A" col sangue. Di ritorno dall'ospedale, grazie a cui Mia e il nascituro si sono salvati, iniziano a susseguirsi alcuni strani eventi, che culminano con l'incendio della cucina di casa Form a causa dell'apparentemente inspiegabile accensione dei fornelli, successiva al tentativo da parte dei due coniugi di sbarazzarsi della bambola per volontà di Mia, che non sopporta che Annabelle Higgins sia morta tenendo in mano il giocattolo. Durante l'incendio Mia cade inciampando nel tappeto. Una presenza tenta in quel momento di trascinarla verso le fiamme. I vicini accorrono e la salvano. Nuovamente in ospedale, Mia partorisce una bambina, che viene chiamata Leah.
I Form decidono quindi di trasferirsi in un condominio a Pasadena. A fine trasloco, Mia ritrova la bambola in uno scatolone. John si offre di sbarazzarsene definitivamente, ma la moglie decide di tenerla e di ricollocarla nella cameretta della piccola Leah. La serie di fatti misteriosi e inquietanti iniziati a Santa Monica riprende in un climax ascendente tra visioni e presenze oscure, coinvolgendo quasi esclusivamente madre e figlia. Mia decide allora di indagare, venendo a conoscenza, grazie al detective a capo dell'indagine dell'omicidio dei coniugi Higgins, che Annabelle, fuggita due anni prima dalla casa dei genitori, si era unita alla setta denominata "I discepoli dell'ariete", organizzazione il cui obiettivo era l'evocazione di un potente demone. In cerca di libri sull'occultismo, Mia conosce Evelyn, proprietaria della libreria e sua vicina di casa, che ha perso la figlia Ruby in un incidente d'auto causato da lei. Evelyn racconta a Mia che, dopo la morte della figlia, tentò il suicidio, ma sentì la voce della figlia morta che le diceva che doveva continuare a vivere perché ognuno ha un suo scopo nella vita e lei non aveva ancora adempiuto al suo.
Percependo l'inquietudine di Mia, John decide di chiedere aiuto a padre Perez, sacerdote cattolico della chiesa che frequentano, il quale illustra loro il possibile intento che guida lo spirito demoniaco: ottenere l'anima della piccola Leah. Deciso ad aiutare la famiglia, padre Perez, dopo aver citato un possibile futuro coinvolgimento di una coppia di esperti dell'occulto, probabilmente i coniugi Warren, prende la bambola per portarla in chiesa, ma viene brutalmente aggredito dallo spirito. Dopo essersi risvegliato in ospedale, il sacerdote avvisa John che lo spirito, che chiaramente dimora all'interno della bambola, non può prendere un'anima se questa non gli si offre spontaneamente e che quindi non è Leah, che è troppo piccola per offrire volontariamente la sua anima al demone, ad essere in pericolo, bensì Mia. Mentre John corre a casa, Mia ed Evelyn vengono aggredite dal demone che chiude fuori dall'appartamento Evelyn. Rimasta sola con Mia, l'entità maligna cerca di spingerla ad uccidere Leah, ma Mia si rifiuta chiedendo un'alternativa. L'entità le propone quindi di offrire la sua stessa anima suicidandosi. La donna, pur di salvare la figlia, decide di gettarsi dalla finestra, portando però con sé la bambola, ma viene fermata da John e, poco dopo, i due assistono al suicidio di Evelyn, che si sacrifica per dare allo spirito un'anima e trovando così lo scopo per il quale aveva deciso di non togliersi la vita in passato. La bambola, prima al fianco del cadavere di Evelyn sul marciapiede, scompare nel nulla.
Sei mesi dopo l'accaduto, la vita dei Form è tornata normale. Altrove, in una bottega di antiquariato, una donna vede la bambola Annabelle esposta in bella vista e decide di comprarla per regalarla alla propria figlia infermiera, chiudendo l'arco narrativo aperto all'inizio del film: la bambola arriverà in possesso delle giovani interpellate durante l'indagine dei coniugi Warren, e in seguito chiusa a chiave in una teca nello scantinato di questi ultimi.

## Produzione
Oltre alla già annunciata produzione di un sequel di L'evocazione - The Conjuring, l'8 novembre 2013 venne annunciata anche la produzione di uno spin-off a basso costo, incentrato sulla bambola posseduta protagonista di alcune scene del film originale. Scritto da Gary Dauberman, la regia venne affidata a John R. Leonetti, che aveva curato la fotografia in The Conjuring. Il film narra una storia originale sulle vicende legata alla bambola e ai suoi proprietari prima della storia mostrata in The Conjuring, che era stata ispirata dai racconti di Ed e Lorraine Warren. La bambola protagonista delle storie dei Warren era un comune modello di Raggedy Ann.
Le riprese si svolsero nei primi mesi del 2014, dal 27 gennaio, a Los Angeles.

## Distribuzione
Il film è stato distribuito nelle sale statunitensi dal 3 ottobre 2014 e in quelle italiane dal giorno precedente, il 2 ottobre.

### Divieti
Negli USA è stato classificato "R"-Rating, cioè vietato ai minori di 17 anni "per le sequenze intense di violenza disturbanti e terrore".
In Italia il film è stato vietato ai minori di 14 anni.

## Accoglienza

### Incassi
Il film ha incassato mondialmente 257 milioni di dollari dopo esserne costati appena 6,5 milioni.

### Critica
Il film è stato stroncato dalla critica. Il sito aggregatore di recensioni Rotten Tomatoes riporta che il 29% delle 132 recensioni professionali ha dato un giudizio positivo sul film, con un voto medio di 4,39 su 10. Su Metacritic il film detiene un punteggio del 37 su 200, basato sul parere di 27 critici.

## Prequel e Sequel
Nell'ottobre 2015, è stato confermato che il prequel di Annabelle era in fase di lavorazione. Inoltre, lo sceneggiatore del primo film Gary Dauberman scriverà la sceneggiatura del sequel e Peter Safran e James Wan lo produrranno. La regia è stata affidata a David F. Sandberg noto per aver diretto l'horror Lights Out - Terrore nel buio, dopo l'abbandono di John R. Leonetti. Le riprese del film sono iniziate a Los Angeles il 27 giugno 2016. Il 31 marzo 2017 la New Line Cinema ha distribuito il primo poster ufficiale della pellicola, rivelando il titolo originale, Annabelle 2: Creation, e la data di uscita nei cinema americani, prevista per l'11 agosto dello stesso anno. Il primo trailer del film è stato presentato il 1º aprile 2017.
Ad aprile 2018 New Line ha annunciato la produzione del terzo capitolo della saga. Annabelle 3 esce nelle sale italiane il 3 luglio 2019.

## Riconoscimenti
- 2015 - Empire Awards[14]
  - Candidatura per il miglior horror
- 2015 - MTV Movie Awards[15][16]
  - Candidatura per la performance più terrorizzante a Annabelle Wallis
- 2015 - Saturn Award[17]
  - Candidatura per il miglior film horror